# Lophoterges millierei
Lophoterges millierei är en fjärilsart som beskrevs av Otto Staudinger 1870. Lophoterges millierei ingår i släktet Lophoterges och familjen nattflyn. Inga underarter finns listade i Catalogue of Life.